# Commissione per l'agricoltura e lo sviluppo rurale del Parlamento europeo
La commissione per l'agricoltura e lo sviluppo rurale (AGRI, abbreviazione dell'inglese Agriculture) è una commissione permanente del Parlamento europeo. È composta da 	48 eurodeputati ed è attualmente presieduta dal tedesco Norbert Lins.

## Competenze
In base al regolamento del Parlamento europeo la commissione per l'agricoltura e lo sviluppo rurale è la:
1.   il funzionamento e lo sviluppo della politica agricola comune;
2.   lo sviluppo rurale, comprese le attività dei pertinenti strumenti finanziari;
3.   la legislazione in materia di:

a)   questioni veterinarie e fitosanitarie e alimenti per gli animali, purché le misure in questione non siano destinate alla protezione contro i rischi per la salute umana,

b)   allevamento e benessere degli animali;
4.   il miglioramento della qualità dei prodotti agricoli;
5.   l'approvvigionamento di materie prime agricole;
6.   l'Ufficio comunitario delle varietà vegetali;
7.   la silvicoltura e l’agrosilvicoltura.»
(Regolamento del Parlamento europeo, Allegato VI: Attribuzioni delle commissioni parlamentari permanenti, XIII. Commissione per l'agricoltura e lo sviluppo rurale)

## Presidenti
| Presidente          | Nazionalità | Gruppo | Periodo               |
| ------------------- | ----------- | ------ | --------------------- |
| Neil Parish         | Regno Unito | PPE    | 2007 – 2009           |
| Paolo De Castro     | Italia      | S&D    | 20 luglio 2009 – 2014 |
| Czesław Siekierski  | Polonia     | PPE    | 2014 – 2019           |
| Norbert Lins        | Germania    | PPE    | 2019 – 2024           |
| Veronika Vrecionová | Rep. Ceca   | ECR    | 2024 –                |